# Entoloma calthionis
Entoloma calthionis är en svampart som beskrevs av Arnolds & Noordel. 1979. Entoloma calthionis ingår i släktet Entoloma och familjen Entolomataceae.   Inga underarter finns listade i Catalogue of Life.